# Шишковець (Поморське воєводство)
Шишковець (пол. Szyszkowiec) — село в Польщі, у гміні Черськ Хойницького повіту Поморського воєводства.
У 1975-1998 роках село належало до Бидгощського воєводства.